# Gera MX
Gerardo Daniel Torres Montante (San Nicolás de los Garza, 15 de julio de 1994) mejor conocido por su nombre artístico Gera MX (anteriormente Gera MXM), es un rapero y compositor mexicano. Su nombre artístico proviene de las primeras cuatro letras de su nombre real, «Gera» (Gerardo) y «MX» de México. Fue colocado en el puesto número treinta y siete en la lista de los «50 grandes raperos en la historia del rap en español», publicada por la revista estadounidense Rolling Stone.
En este momento de su carrera, el rapero mexicano siente presión por lograr lo mejor como músico y empresario con Rich Vagos, buscando impulsar nuevos talentos en del rap mexicano, por este hecho el rapero ha logrado volverse alguien importante dentro de la industria, unos de sus grandes sueños es aparecer en una revista de empresarios no como rapero si no como un empresario por  todo lo que a construido a lo largo de su carrera musical, siempre sintiendo confianza de su lírica y como persona por todo lo que deja sobre el escenario

## Biografía
Nació el 15 de julio de 1994 en San Nicolás, Nuevo León. A los 3 años de edad su madre se lo lleva a vivir a la ciudad de San Luis Potosí por problemas familiares. En cuarto de primaria comenzó su agrado por el rap, en primero de secundaria comenzó con el arte de improvisar e intentar algunas rimas impresionar a sus compañeros. Pasó por varias secundarias, ya que, de cada escuela que pisaba era expulsado. Después se vio involucrado en problemas de pandillas que hicieron que volviera a Monterrey donde cursó la preparatoria. Gera creció escuchando a Control Machete, Cartel de Santa, Caballeros del Plan G y Molotov, quienes fueron sus grandes influencias para hacer rap.
La integración al crew de la Mexamafia fue porque asistió a un concierto en donde tocaba Rinox, un ex integrante del crew MXM, quien escuchó su talento y lo invitó a la Mexamafia. Ahí es donde empezó su carrera musical con la agrupación más conocida en esos tiempos "la Mexamafia", tocando como segunda voz de rinox en sus conciertos y a su vez grabando maquetas como "Caos en el paraíso" o "A medio camino", donde contribuyó con artistas como Rinox, Santa Rm, Tanke One. Para Gera Mx su padrino fue Tanke One dicho en una de sus canciones "Quise ser" de su álbum precipicio, al poco rato de estar contribuyendo con la Mexamafia, un día salió de dicho crew al tener problemas con Tanke one el Co-fundador de la Mexamafia y también porque Tanke tuvo una pelea con el exmánager de Gera Mx "José Castro", quien es el director de JB Entertainment, la cual llegó hasta los golpes. Después de eso Gera se cambió su nombre artístico de Gera MXM a Gera Mx para seguir con su carrera artística, a su vez también se salió de su sello JB Entertainment debido a problemáticas sobre una demanda, para así poder dar paso a la siguiente faceta de su carrera artística creando su propio sello discográfico Rich Vagos; el cual cuenta con varios exponentes del género urbano, tales como; Samanttha Barrón, Teeam Revólver, Bipo Montana, Geassassin, Opyi (antes Opium G), Denilson, Iyhon Secuaz, Jay Romero, Jayrick como productor al igual que Ezzlaer, Villax, Zarri y $anta.
El 30 de agosto de 2021, su exitoso sencillo Botella Tras Botella (featuring Christian Nodal), se convirtió en el video oficial con más visualizaciones del Rap Mexicano en YouTube.

## Carrera musical

### Precipicio(2013)
En 2013 sacó su disco "Precipicio" con el que ganó gran fama en México. Las instrumentales estuvieron a cargo de 'Team Revólver' de Monterrey, Amenaza A.K.A Doctor Zeta, Shon de WC y el beatmaker Produzek Beats de Aguascalientes. El álbum cuenta con 16 canciones todas escritas por Gera. Algunas de ellas son: "10 PM", "100 Por Hora", "La Conocí", "Mienten" y "La Última Y Nos Vamos".

### No Veo, No Siento(2014)
Su segundo álbum No Veo, No Siento lanzado en el año 2014, tuvo gran apoyo y popularidad que lo posicionó más arriba en la escena del rap mexicano. Grabado en casa de Razor, es un disco muy completo y personal. Fue nominado a Disco del Año por Ritmo Urbano.

### No Me Maten Antes De Hoy(2015)
Se lanzó en el año 2015 fue reconocido como uno de los mejores antes de dejar de pertenecer a Mexamafia.

### Los Niños Grandes No Juegan y salida de la Mexamafia(2017)
El 30 de julio de 2017 sacó su segunda producción profesional Los Niños Grandes No Juegan. Las letras del álbum dan cuenta de su crecimiento personal y de la forma en que afronta verdades que solo se aprenden viviéndolas, como en «Me Toca Perder». La personalidad del MC criado en San Luis Potosí es carismática desde la primera pista, Plásticos, y se hace más evidente en su creatividad para hablar de un tema común como la marihuana en «El Humo Llama».
El 17 de noviembre de 2017, el rapero Tanke One y su exmánager JB, se encontraron en San Luis Potosí y se agarraron a golpes. Terminaron  forcejeando en el piso y la policía se llevó a Tanke a la cárcel, pero JB pagó una fianza para que lo liberaran. Después de lo sucedido Gera quedó manchado dentro de las polémicas declaraciones de Tanke: “Lo único que le queda de mexa a Gera es el MXM, y se lo dejamos, si no tiene la dignidad de quitárselo”. Al día siguiente, Gera anunció a través de su cuenta de Facebook que dejaba el sello "Mexamafia". Editó su nombre de perfil en redes sociales y eliminó la última 'M' de su nombre artístico, quedando Gera MX.
```
Gera mx pago una demanda de 11 millones de pesos para salir del sello JB y fundar Rich Vagos su fortuna se estima en 170 millones de pesos mexicanos gera mx es dueño de varias cosas un jet privado Learjet 60 valuado en 13 millones de pesos mexicanos una colección de varias joyas estimada en 7 milllones de pesos mas sus regalias de sus albunes es dueño de su disquera por evento cobra 1.5 millones  colección de carros estimada en 5 millones sus casas valuadas en 12 millones y mas sin duda gera mx a sabido aprovechar el exito
```

### El Vicio Y La Fama(2019)
El Vicio y La Fama es su penúltimo disco, lanzado en 2019.
Conteniendo una de las colaboraciones más importantes de su carrera con Celso Piña grabando "que chula mí ciudad"

### 444 Paradise: Encerrado No Enterrado (2020)
Un EP de 7 canciones lanzado en 2020, como regalo para sus seguidores luego de conseguir los 2 millones de oyentes en Spotify es el último trabajo lanzado por Gera Mx.

### Los No Tan Tristes (2021)
En 2021, saco el álbum “Los No Tan Tristes” junto a los raperos Nanpa Básico y Charles Ans. El álbum cuenta con 10 canciones cuyo letras hablan de amor y desamor. Los videos musicales se subieron en cada uno de los canales de los raperos en la plataforma de YouTube.

## Discografía

### Álbumes de estudio
```
* 
Caos en el paraíso
 (2011)
* 
A medio camino
 (2012)
* 
Precipicio
 (2013)
* 
No veo, no siento
 (2014) ( JB ENTERTAINMENT)
* 
No me maten antes de hoy
 (2015) ( JB ENTERTAINMENT )
* 
Los niños grandes no juegan
 (2017) (JB ENTERTAINMENT )
* 
El vicio y la fama
 (2019) ( INZ Records / Rich Vagos Entertainment
)
* 
444 Paradise: “encerrado no enterrado”
 (2020) ( Rich Vagos Entertainment )
* 
Los no tan tristes
 (2021) ( Charles Ans, Gera MX y Nanpa Básico )
* 
No teníamos nada, pero éramos felices
 (2022) ( Sony Music México )
* 
Ahora tengo todo menos a ti
 (2022) ( Sony Music México )
* 
Mustang 65
 (2023) ( Sony Music México )
* 
Las que te escribí y nunca te cante
 (2024) ( Sony Music México )
```

- Las que te escribí y nunca te cante: Unplugged (2024) ( Sony Music México )
- Rich Mafia Vol. 1 (2024) ( Sony Music Entertainment México, S.A. de C.V. Bajo Distribución en Exclusiva de Homegrown Mafia, S.A. de C.V. y GERA MX )

### Álbumes colaborativos
- Los no tan tristes (2021; con Nanpa Básico y Charles Ans)
- Socios II (2022; con Santa Fe Klan)
- Rich Mafia Vol. 1 (2024; con Alemán )

## Premios y nominaciones
Ritmo Urbano
https://uii.io/dani033 mejor canción (previo).2022. gera mx
| Año  | Premio       | Categoría             | Obra                         | Resultado | Ref.   |
| ---- | ------------ | --------------------- | ---------------------------- | --------- | ------ |
| 2016 | Ritmo Urbano | Mejor Canción de 2016 | "No Pueden Pararse Donde Yo" | Nominado  | [ 9 ]  |
| 2019 | Ritmo Urbano | Mejor Rapero de 2018  | Gera MX                      | Ganador   | [ 10 ] |